# 京银高速动车组列车
京银高速动车组列车是中国铁路运行于首都北京市北京西站至宁夏回族自治区首府银川市银川站的高速动车组列车，自2021年1月20日起开行，由郑州局集团郑州客运段担任客运乘务，列车全程运行1833公里，途径北京市、河北省、河南省、陕西省、甘肃省、宁夏回族自治区一市四省一区，其中北京西站至银川站运行7小时24分，使用车次为G667/670次；银川站至北京西站运行7小时36分，使用车次为G669/668次。

## 历史

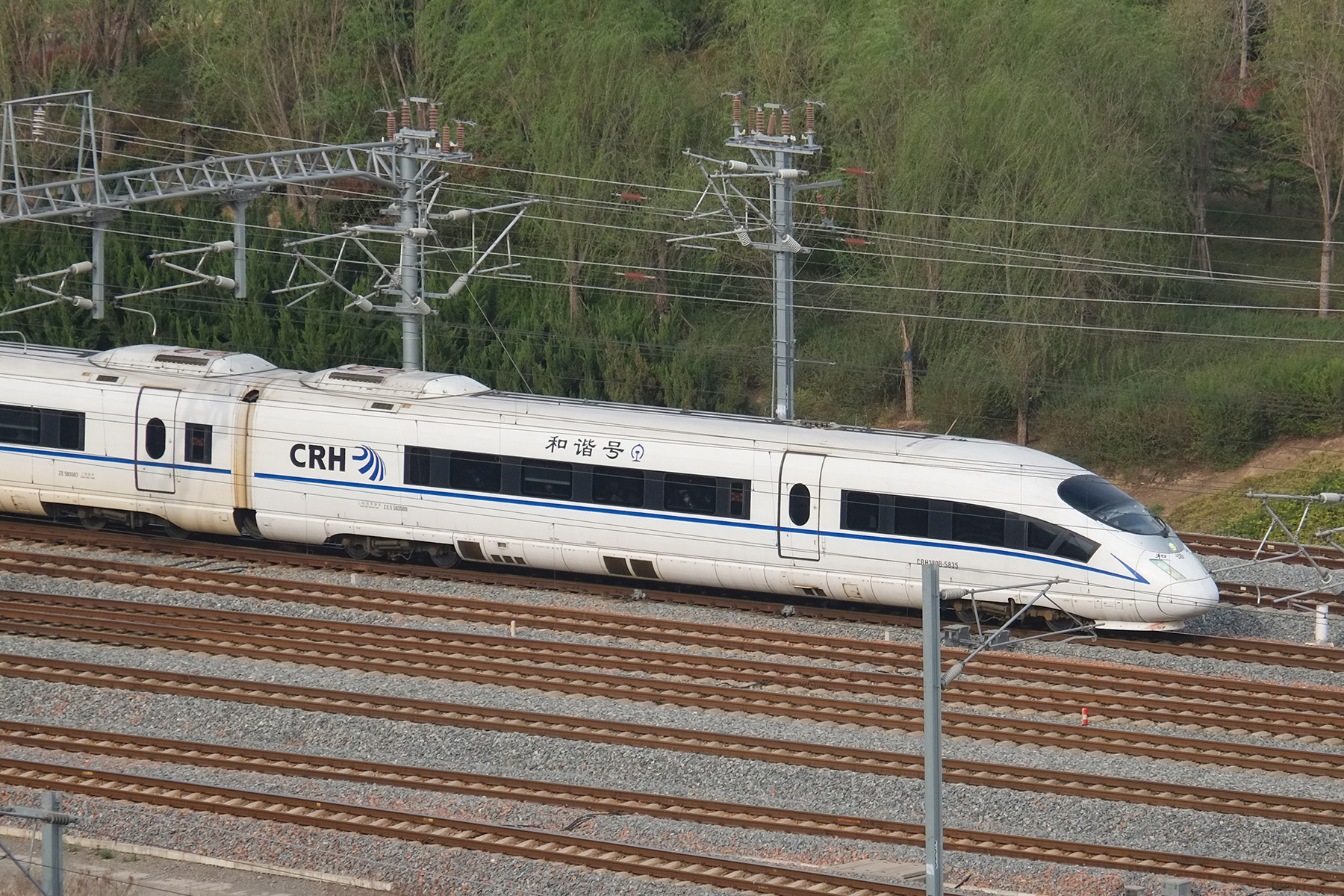
CRH380B型第5835号担当的G871次驶出郑州东站（2023年3月）

2021年1月20日，配合银西高速铁路通车，原北京西~西安北G661/660次列车延长至银川，车次调整为G871/874、G873/872次。
2023年7月1日起，京银高速动车组优化停站方案，运行时间进一步压缩，在京广高铁京郑段以最快350km/h排图运行。
2024年6月15日起，本对列车车次改为G667/670、G669/668次。

## 使用列车
G667/670、G669/668次列车使用配属郑州局集团郑州东动车运用所的CR400BF-A，曾短暂使用过CRH380BL、CRH380B动车组。